# Myéloïde

Schéma de différenciation des cellules sanguines

Le terme myéloïde renvoie à une substance qui prend naissance dans la moelle osseuse, ou qui ressemble au matériel de cette moelle.
Quand on décrit l'hématopoïèse, on utilise souvent les termes  « lymphoïde » et « myéloïde » pour établir une distinction entre les cellules issues de la moelle et dont le devenir est lymphocytaire ou non. On rencontre souvent cette terminologie en hématologie, en particulier dans la classification des leucémies.
Il ne faudrait pas le confondre avec la « myéline », qui est une couche isolante couvrant les axones d'un grand nombre de neurones.
La lignée myéloïde est la lignée des globules blancs (à l'exception des lymphocytes, de la lignée lymphoïde), c'est-à-dire les monocytes (les macrophages, les cellules dendritiques et les ostéoclastes ) et les granulocytes (neutrophiles, basophiles et éosinophiles), y compris bien sûr tous leurs précurseurs immatures de la moelle osseuse.
- (en) Cet article est partiellement ou en totalité issu de l’article de Wikipédia en anglais intitulé « Myeloid » (voir la liste des auteurs).